# F-15鷹式戰鬥機 (遊戲)
《F-15鷹式戰鬥機》是一款F-15鷹式戰鬥機空战模拟游戏。初版遊戲由MicroProse于1984年發行，對應针对雅達利8位元家族電腦。遊戲是F-15鷹式戰鬥機系列的首作，續作爲《F-15鷹式戰鬥機II》和《F-15鷹式戰鬥機III》。
《F-15鷹式戰鬥機》商业上大获成功。遊戲銷量於1987年3月时達到25万份，并于1989年突破100万份。遊戲總销量最终超过150万份。